# Tirschenreuth
Tirschenreuth är en stad i Landkreis Tirschenreuth i Regierungsbezirk Oberpfalz i förbundslandet Bayern i Tyskland  med omkring 9 000 invånare. Staden ligger nära den tjeckiska gränsen. Tirschenreuth är huvudstad i Landkreis Tirschenreuth.

## Vänorter
| Frankrike | La Ville-du-Bois, Frankrike sedan 2001   |
| Tjeckien  | Planá, Tjeckien sedan 2008               |
| Tyskland  | Lauf an der Pegnitz, Tyskland sedan 2011 |